# ديفيد ليسنارد
ديفيد ليسنارد، ولد في2 فبراير 1969 في ليموج ، وهو رجل السياسة الفرنسية ، عمدة مدينة كان منذ 5 أبريل 2014. كان أيضًا رئيسًا لمجتمع تكتل كان منذ يوليو 2017، ونائب رئيس مجلس مقاطعة الألب البحرية منذ مارس 2015 ، ورئيس لجنة السياحة الإقليمية في الريفييرا الفرنسية France والمتحدث باسم جمعية رؤساء بلديات فرنسا.